# 横山翔一
横山 翔一（よこやま しょういち、1987年10月22日 - ）は、日本の映画・映像監督。

## 来歴
東京都出身。早稲田大学第一文学部演劇映像専修卒業。
東京藝術大学大学院映像研究科メディア映像専攻中退。
2012年に東北新社CM本部入社。2014年に東北新社を退社。
映画美学校フィクションコース入学。
フリーの映像ディレクターとして、コマーシャル、映画、ミュージックビデオなどの企画・演出に携わる。
2024年、ポレポレ東中野、シネマスコーレにて長編映画５作品の特集上映が組まれる。

## 人物
- 早稲田大学在学時代から役者として活動、ろりえ、ジエン社などに出演。
- ジエン社主宰の山本健介とは早稲田大学在学時代からの知人。当時山本健介が行っていた大学に張り紙をするパフォーマンスから山本を知った。
- それどこで買ったんだよ的セーターがトレードマーク。
- 無類のワサビ好きで、飲食店で提供された料理に大量のワサビを入れることがある。
- 尊敬する映画監督は川島雄三とコーエン兄弟。

## 作品

### コマーシャルフィルム
- 映画レビューアプリ Filmarks WebCM（2015年）
- Grace Hats Promotion Movie（2015年）
- DMM CM アワード参加作品『ドキドキ宅飲み』（2017年）
- ガスト インスタントウィン『お肉ルーレット』（2017年、声の出演：森本レオ）
- 日清チキンラーメン 『レッツしろたま！』篇（2017年）
- SUNTORY 桃の天然水Sparkling『桃天ヒューヒューの夏』篇(2017年、出演：我が家 加村真美)
- よしもと興業株式会社 JIMOTCM『鹿児島県/南さつま市』(2018年、出演：なかやまきんに君 オカリナ)
- よしもと興業株式会社 JIMOTCM『福島県/浪江町』(2018年、出演：大自然 里)
- Adecco キャリアシード・エル 『いいねがある仕事』篇(2018年、出演：鈴木球予)
- Softbank 『サンキューパスチャレンジ』(2018年、出演:ペナルティ ライセンス井本 キングコング梶原 パンサー尾形)
- よしもと興業株式会社 JIMOTCM『京都府/伊根町』(2019年、出演：レギュラー)
- 日本大学櫻丘高等学校 PRムービー（2020年）
- SEGA×Craft Egg/Colorful Palette『プロジェクトセカイ カラフルステージ feat.初音ミク』PV（2020年）
- 脱毛サロン STLASSH WebCM 『#運命を変える脱毛』(2020年、出演：伊藤優衣 宮澤佑)
- テンセントゲームズ コード：ドラゴンブラッド webCM『まいやんとゲームするならどれ？』（出演：白石麻衣）
- テレビ東京 「デカ盛りハンター」TVCM『思わず』篇ほか (出演：くまクッキング)

### ショートフィルム
- パイロットコーポレーション Webムービー『太郎』（2017年）
- ONEMEDIA ミレニアルズ  one by one vol.3「タピオカ豆知識」(2019年、出演：古川優香)
- LINE NEWS「VISION」『落語で遊ぼう。RAKUGO ASOBI』（2020年、出演：林家けい木）（全12回）
- LINE LIVE ショートドラマ『アウフヘーベンの唄』（出演：日向野祥 橋本全一 縣豪紀）
- 自由が丘商店街プロモーションムービー『女神の街』（2022年、出演：杏花、イマムラキョウカ）
- 自由が丘商店街プロモーションムービー『女神の街 花の街／1-29』（2023年、出演：杏花、白石優愛、荒川ちか）

### 映画
- たちんぼ（2015年・映画美学校）短編映画
- おまつり（2016年）The48HourFilmProjectTokyo参加短編映画
- はめられて Road to Love（2017年・映画美学校）[2][3]
- 新橋探偵物語 R-15版（2018年・大蔵映画）
  - 絶倫探偵 巨乳を追え！ R-18版（2018年・大蔵映画）
- 強がりカポナータ（2019年・大蔵映画）[4][5][6]
- 新橋探偵物語 駅前サウナの怪人編 R-15版（2021年・大蔵映画）
  - 激マブ探偵なな 手淫が炸裂する時 R-18版（2021年・大蔵映画）
- 新橋探偵物語2 ダブルリボルバーラヴ R-15版（2022年・大蔵映画）　
  - 絶倫探偵DX　愛と淫慾のバイブ R-18版（2022年・大蔵映画）
- グッドバイ、バッドマガジンズ（2022年・ピークサイド）[7]

### ミュージックビデオ
- HAMYDASYSTEM『略すな』（2017年）
- HAMYDASYSTEM『蝉の声』（2017年）
- HAMYDASYSTEM『行方』（2018年）
- HAMYDASYSTEM『存在しないぞんざいな愛』（2019年）
- リリスリバース『リバーサル』（2021年）
- リリスリバース『再生』（2021年）
- ナギサワカリン『スポット』（2021年）
- リリスリバース『自分解放宣言』（2021年）
- Pandora（中国語版）『Till We Meet Again』（2023年）
- Kira 陳葦璇『左手香 Healing』（2024年）

### テレビ番組
- テレビ埼玉『オタクィーーーンイングリッシュ』(2017年、出演:私立恵比寿中学 中山莉子 小林歌穂)
- 囲碁・将棋チャンネル「小籔千豊の将棋道場小破り」(2019年、出演：小籔千豊 インパルス板倉)

## 入選・受賞・出品歴

### 2015年
- 短編映画『たちんぼ』
  - 第3回 映画少年短編映画祭 俳優賞受賞
  - 第19回 水戸短編映像祭 コンペティションノミネート
  - 第10回 札幌国際短編映画祭
  - 「才気感じる衝撃作」オフシアター部門選出
  - 第7回 下北沢映画祭 コンペティションノミネート
  - 第27回 東京学生映画祭 特別賞（フィルマークス賞）受賞
  - 第5回 O!!iDO短編映画祭 最優秀作品賞受賞

### 2017年
- ショートムービー『太郎』
  - 第4回 BRAIN ONLINE VIDEO AWARD グランプリ
- 映画『はめられて Road to Love』
  - ゆうばり国際ファンタスティック映画祭2017 オフシアター・コンペティション部門 北海道知事賞受賞

### 2018年
- 映画『新橋探偵物語』
  - 第一回 大蔵映画新人監督発掘プロジェクト最優秀賞
  - 第15回InDPanda国際映画祭 正式招待

### 2022年
- 映画『グッドバイ、バッドマガジンズ』
  - 第42回ハワイ国際映画祭正式出品
  - 第32回ゆうばり国際ファンタスティック映画祭2022 マメゾウピクチャーズ presentsフォービデンゾーン正式出品